# Chiesa di Santa Massenza
La chiesa di Santa Massenza è la parrocchiale patronale a Santa Massenza, frazione di Vallelaghi in Trentino. Risale al XII secolo.

## Storia

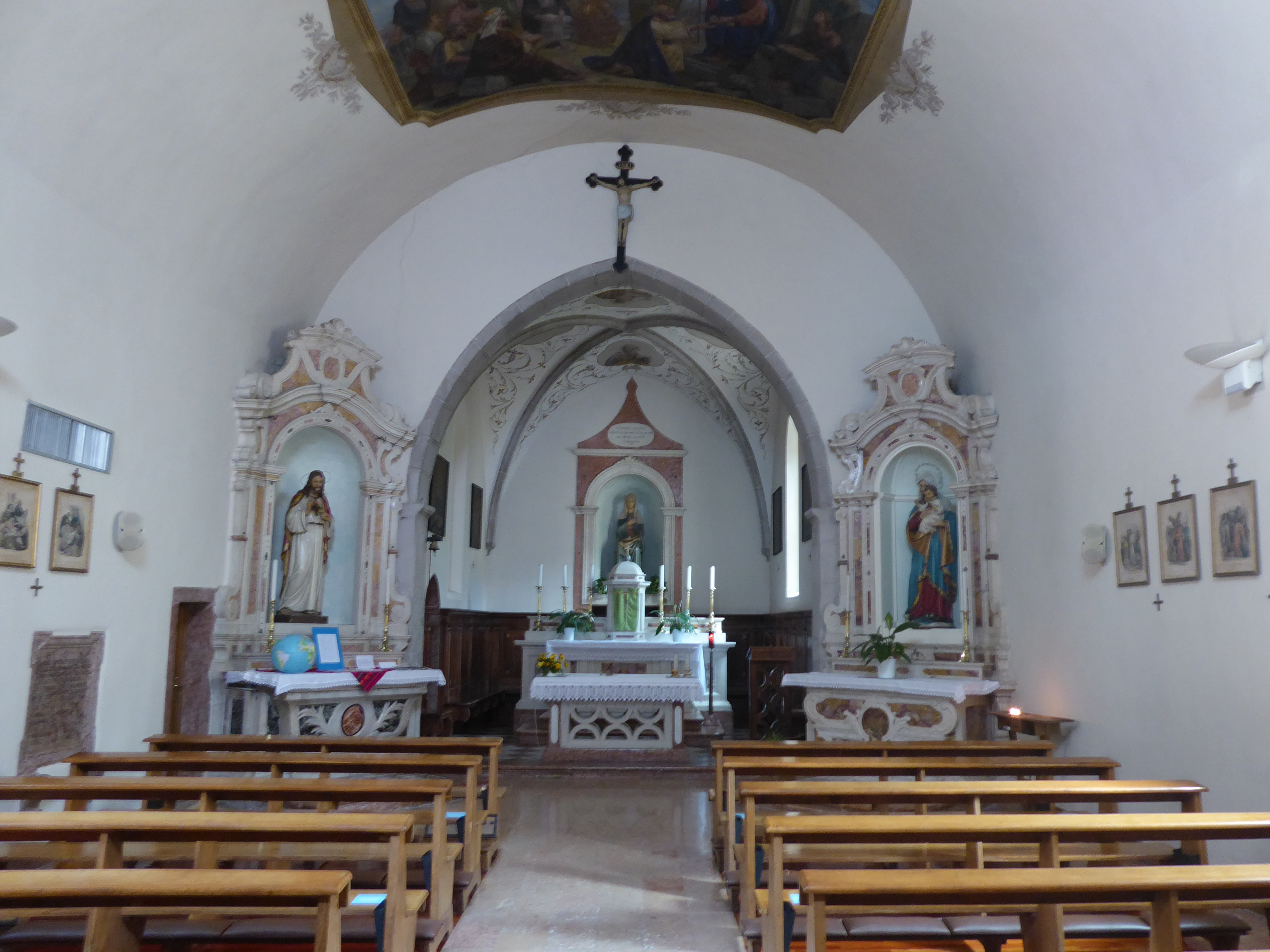
Interno

La primitiva chiesa nell'antico borgo di Maiano (così era chiamata Santa Massenza sino al 1544) viene ricordata in un documento su pergamena del 1198.
Verso la fine del XV secolo si iniziò la costruzione di un nuovo edificio in sostituzione del precedente, ad opera di religiosi appartenenti alla congregazione dei celestini delle vicine Sarche e i lavori vennero ultimati nel 1520.
Ottenne dignità curiaziale nel 1806 e nel 1872 il vescovo di Trento Benedetto Riccabona de Reichenfels decise di ampliarla. La piccola chiesetta ebbe così una nuova navata, unita al presbiterio del XVI secolo. La solenne consacrazione venne celebrata nel 1879.
Durante gli anni venti le volte sia della sala sia del presbiterio vennero decorate.
Ottenne dignità parrocchiale nel 1963.
Gli ultimi interventi che hanno interessato l'edificio si sono avuti nel 2002 quando tutti gli impianti ed i serramenti sono stati rinnovati, e il restauro ha riguardato anche le grandi vetrate e gli spazi della parte della sacrestia.

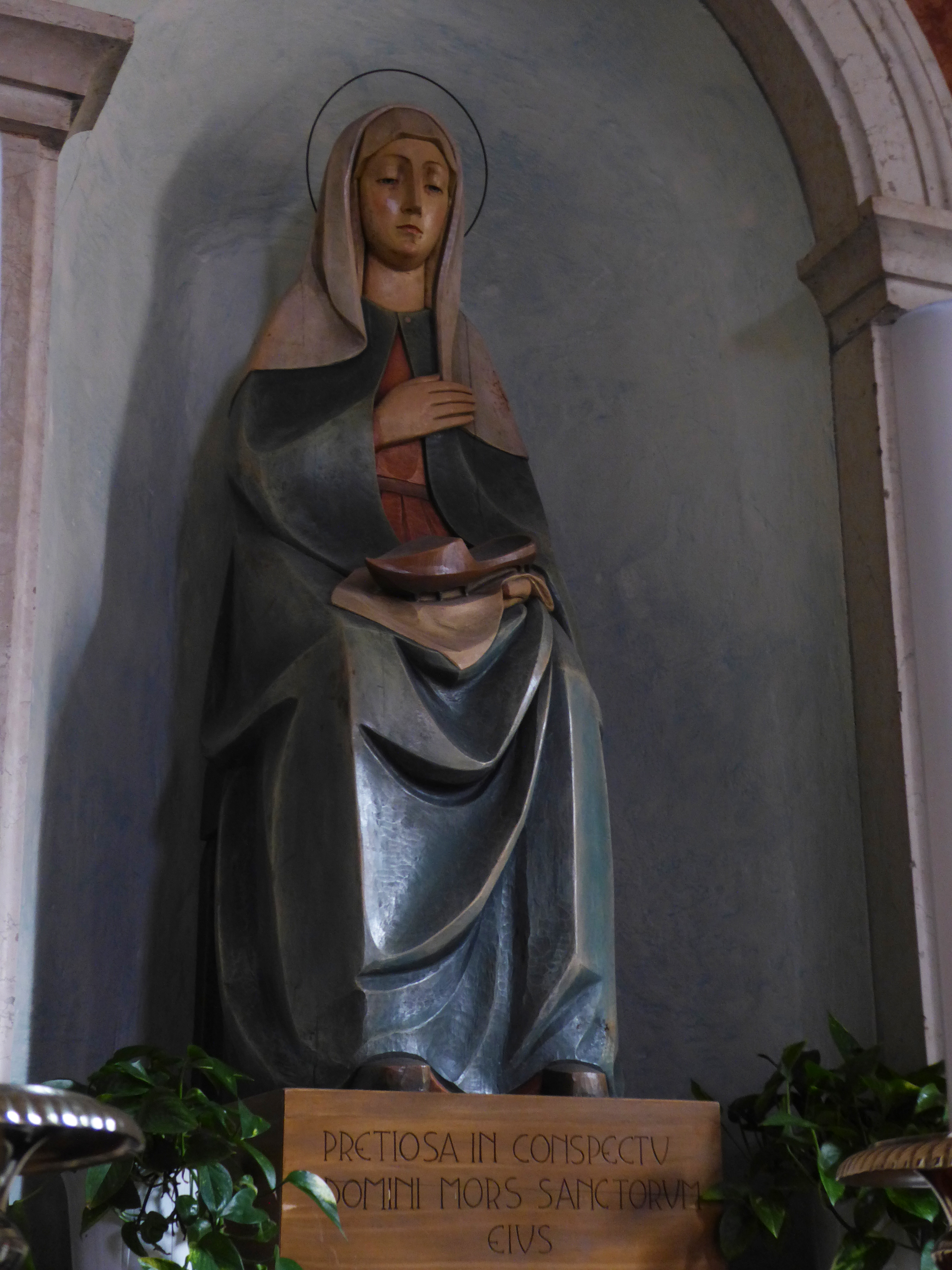
Statua di santa Massenzia dietro l'altare maggiore

## Dedicazione
La chiesa è dedicata a Santa Massenzia (o Massenza), considerata tradizionalmente la madre del terzo vescovo di Trento, San Vigilio.

## Descrizione
La chiesa è situata al centro dell'abitato, accanto al lago di Santa Massenza, ed è orientata verso est.
Si presenta in stile neogotico, con la facciata a capanna a due spioventi e il portale a ogiva. 
La torre campanaria è posizionata sul lato a nord.
Il vescovo Benedetto Riccabona de Reichenfels fece scolpire a sua spese la cornice in marmo della pala posta sull'altare maggiore, pure in marmo, del 1872.